# Шаммер

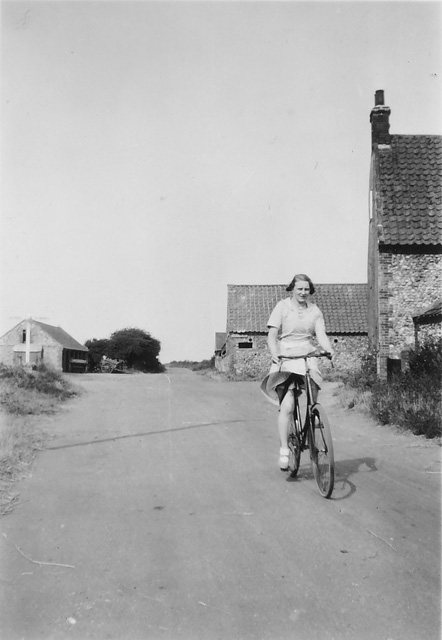
1935 год

Шаммер (англ. Shammerbaun; ирл. Seamar Bán) — деревня в Ирландии, находится в графстве Мейо (провинция Коннахт).